# Бугайцова Ольга Володимирівна
Ольга Володимирівна Бугайцова (нар. 28 вересня 1981, Харків ) — українська перекладачка.

## Біографічні дані
Ольга Бугайцова народилась у сім'ї Володимира Григоровича Войтенка (1955—1998), токаря заводу «Комунар», та Раїси Аркадіївни Войтенко (1956), кондитерки, авторки книжки «Готовим и украшаем великолепные кексы и пирожные». З 1988 по 1998 рік навчалась у Харківській середній школі № 158. 1999 року вступила на філологічний факультет Харківського державного педагогічного університету імені Григорія Сковороди (спеціальність — педагогіка і методика середньої освіти. Французька, іспанська мова та література) й у 2004-му здобула диплом за спеціальністю «учитель французької та іспанської мов і літератури». У 2010—2011 роках Ольга Бугайцова навчалась у Міжнародному центрі КТК за програмою «Емоційний інтелект».
З 28.09.2004 по 31.05.2011 року працювала вчителькою французької мови у Харківській гімназії № 144. У 2008―2011 роках, приватно викладала французьку та іспанську мови. З 02.06.2011 по 31.08.2021 року Ольга Бугайцова працювала штатною перекладачкою та менеджеркою перекладачів-фрилансерів у харківському видавництві «Клуб сімейного дозвілля». З 2011 року перекладає з французької та іспанської російською та українською мовами.
Ольга Бугайцова проживає в Харкові. 2004 року одружилася з Анатолієм Анатолійовичем Бугайцовим (1973), бізнес-аналітиком, коучем. У подружжя є діти: Давид (2005), Мілена (2008) і Мирослав (2015).

## Переклади

### З іспанської
- Консуэло Компс. Дрессировка собак. Секреты опытного. — Х.: КСД, 2012, 160 с. ISBN 978-5-9910-2129-6
- Анна Ллимос Пломер. Мастерим из пластилина. — Х.: КСД, 2013, 32 с. ISBN 978-5-9910-2276-7
- Анна Ллимос Пломер. Мастерим из ниток и ткани. — Х.: КСД, 2013, 32 с. ISBN 978-5-9910-2277-4
- Анна Ллимос Пломер. Мастерим из дерева и пробки. — Х.: КСД, 2013, 32 с. ISBN 978-5-9910-2278-1
- Анна Ллимос Пломер. Мастерим из ненужной упаковки . — Х.: КСД, 2013, 32 с. ISBN 978-5-9910-2375-7
- Анна Ллимос Пломер. Мастерим из бумаги . — Х.: КСД, 2013, 32 с. ISBN 978-5-9910-2376-4
- Анна Ллимос Пломер. Мастерим из фольги и металла . — Х.: КСД, 2013, 32 с. ISBN 978-5-9910-2377-1
- Анна Ллимос Пломер. Мастерим из подручных материалов . — Х.: КСД, 2013, 32 с. ISBN 978-5-9910-2497-6
- Анна Ллимос Пломер. Мастерим из картона. — Х.: КСД, 2013, 32 с. ISBN 978-5-9910-2496-9
- Анна Ллимос Пломер. Мастерим из глины. — Х.: КСД, 2013, 32 с. ISBN: 978-5-9910-2495-2
- Анна Ллимос Пломер. Мастерим из пластика. — Х.: КСД, 2013, 32 с. ISBN: 978-5-9910-2572-0
- Анна Ллимос Пломер. Мастерим из папье-маше . — Х.: КСД, 2013, 32 с. ISBN: 978-5-9910-2573-7
- Донателла Бергамино-Биньотти. Животные. — Х.: КСД, 2013, 24 с. ISBN: 978-5-9910-2396-2
- Донателла Бергамино-Биньотти. Дом. — Х.: КСД, 2013, 24 с. ISBN: 978-5-9910-2401-3
- Донателла Бергамино-Биньотти. Числа. — Х.: КСД, 2013, 24 с. ISBN: 978-5-9910-2400-6
- Донателла Бергамино-Биньотти. Транспорт. — Х.: КСД, 2013, 24 с. ISBN: 978-5-9910-2399-3
- Донателла Бергамино-Биньотти. Антонимы. — Х.: КСД, 2013, 24 с. ISBN: 978-5-9910-2398-6
- Донателла Бергамино-Биньотти, Франческа Масса. Формы и цвета. — Х.: КСД, 2013, 24 с. ISBN: 978-5-9910-2397-9
- Энтони Дж. Пек. Английский за 7 дней. Интенсивный курс. Говорим, читаем, пишем. — Х.: КСД, 2013, 288 с. ISBN: 978-966-14-5712-5
- Волшебные сказки для любимой крохи. — Х.: КСД, 2014, 48 с. ISBN: 978-5-9910-2783-0
- Меган Максвелл: Ты только попроси. — Х.: КСД, 2014, 560 с. ISBN: 978-5-9910-3014-4
- Учимся со сказкой!. — Х.: КСД, 2015, 64 с. ISBN: 978-5-9910-3178-3
- Меган Максвелл: Ты только попроси. Сейчас и навсегда. — Х.: КСД, 2016, 416 c. ISBN: 978-5-9910-3611-5
- Меган Максвелл: Ты только попроси. Или дай мне уйти. — Х.: КСД, 2017, 384 с. ISBN: 978-617-12-2544-2

### З французької
- Анн-Дофин Жюллиан. Два маленьких шага по мокрому песку. — Х.: Клуб семейного досуга, 2012, 256 с. ISBN 978-5-9910-1961-3
- Франсуаза Шандернагор. Селена, дочь Клеопатры. — Х.: КСД, 2013, 368 c. ISBN: 978-5-9910-2308-5
- Сильви Аит-Али. Тортики для детских праздников. — Х.: КСД, 2013
- Милая Дюймовочка, озорная Красная Шапочка, веселая Русалочка. Веселые уроки малыша. Учимся с героями любимых сказок. — Х.: КСД, 2013, 64 с. ISBN: 978-5-9910-2565-2
- Софи Годар. 15-минутная программа стройности. — Х.: КСД, 2013, 96 c. ISBN: 978-5-9910-2455-6
- Николя Бертран, Жан-Кристоф Берлен. Массаж. 20 основных техник. — Х.: КСД, 2013, 176 c. ISBN: 978-5-9910-2459-4
- Шарль Перро, Бил Андерсен. Первый учебник малыша. Учимся с героями любимых сказок. — Х.: КСД, 2013, 64 с. ISBN: 978-5-9910-2361-0
- Анник Кожан. Наложницы. Гарем Каддафи. — Х.: КСД, 2014, 336 с. ISBN: 978-5-9910-2719-9
- Кристин Хуг. Браслеты, серьги, ожерелья Шамбала. Магические украшения своими руками. — Х.: КСД, 2014, 64 с. ISBN: 978-5-9910-2956-8
- Тереза Ревэй. Лейла. По ту сторону Босфора. — Х.: КСД, 2015, 464 с. ISBN: 978-5-9910-3157-8
- Сандрин Армани. Цветные браслеты из нитей. Узелковая техника плетения. — Х.: КСД, 2016, 32 с. ISBN: 978-5-9910-3603-0
- Дельфін Ґлашан. Браслети та фігурки з кольорових резинок. — Х.: КСД, 2016. ISBN: 978-617-12-0457-7
- Мартина-Анна Рутье. Вяжем уютные пледы, одеяла, покрывала. — Х.: КСД, 2016, 64 с. ISBN 978-617-12-1436-1
- Валентина Гоби. Детская комната. — Х.: КСД, 2016, 224 с. ISBN: 978-5-9910-3516-3
- Шарлов. Вяжем теплые свитера, кардиганы. 20 модных моделей. — Х.: КСД, 2018, 72 с. ISBN: 978-617-12-4220-3
- Жозеф Мессинжер, Каролин Мессинжер. Я вижу вас насквозь. Научитесь читать человека как книгу. — Х.: КСД, 2018, 512 с. ISBN: 978-5-9910-2835-6
- Ксавье Мюллер: Эректус. — Х.: КСД, 2020, 384 с. ISBN 978-617-12-6054-2